# 恵那市立恵那東中学校
恵那市立恵那東中学校（えなしりつ えなひがしちゅうがっこう）とは、岐阜県恵那市にある公立中学校。

## 沿革
- 1957年（昭和32年）4月 -
  - 恵那中学校の校区の一部（阿木川以東）と東野中学校の校区を新たな校区とし、恵那市立恵那東中学校として開校。校地校舎は旧・恵那中学校のものを使用。
  - 国立岐阜療養所内に養護学級を設置する[1]。
- 1964年（昭和39年）4月 -  養護学級が恵那市立恵那東中学校緑ケ丘分校に改称する
- 1968年（昭和43年）4月 -  緑ケ丘分校が恵那市立緑ケ丘中学校（現・岐阜県立恵那特別支援学校中学部）として独立する。
- 1986年（昭和61年） - 新校舎（鉄筋コンクリート造）が完成。
- 1990年（平成2年） - 体育館が完成。

## 通学区域[2]
- 大井町（天王山を除く）
- 長島町（阿木川以東の地域）
- 東野

## 進学前小学校
- 大井小学校
- 大井第二小学校
- 東野小学校